# فهرست نمایندگی‌های دیپلماتیک در قبرس شمالی

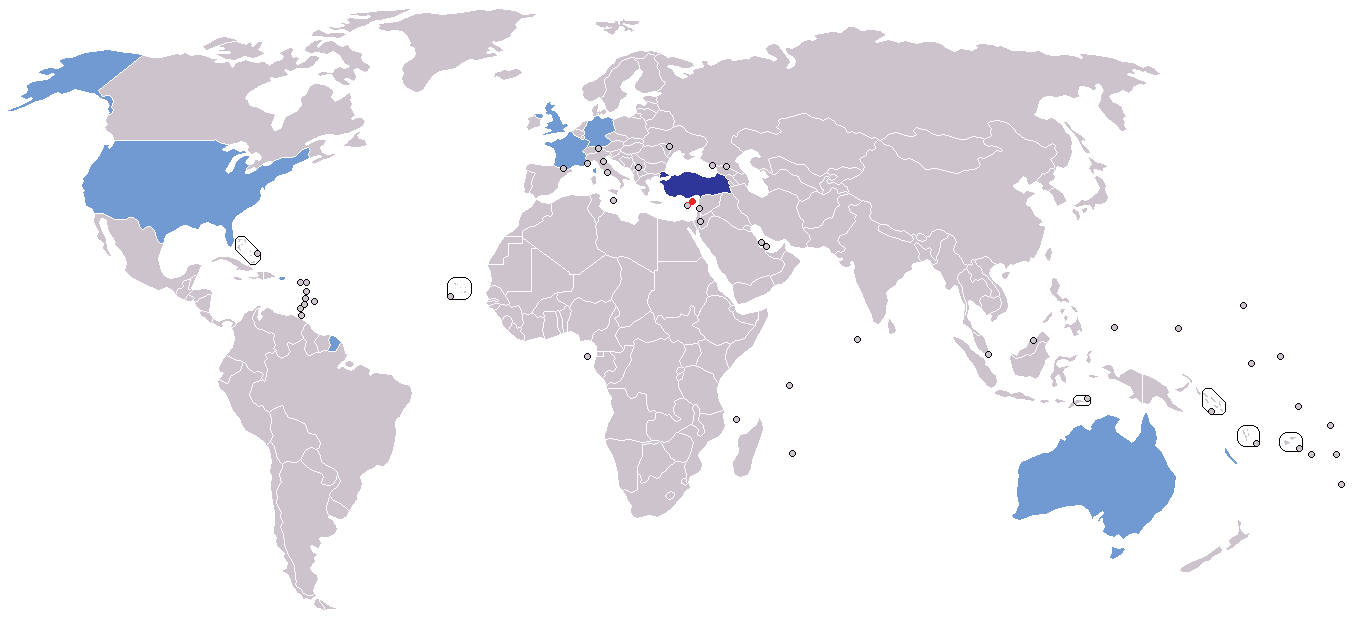
نقشه نمایندگی‌های دیپلماتیک در قبرس‌شمالی
قبرس شمالی
کشورهای دارای سفارت در قبرس‌شمالی
کشورهای دارای دفاتر نمایندگی در قبرس‌شمالی

مقاله زیر فهرست سفارت‌های خارجی در قبرس شمالی را نشان می‌دهد.

## رسمی
- ترکیه (سفارت) در نیکوزیای شمالی

## دفتر نمایندگی
- استرالیا
- آلمان
- فرانسه (انجمن فرهنگ فرانسه)
- بریتانیا
- ایالات متحده آمریکا

## دفتر پشتیبانی
- اتحادیه اروپا پشتیبانی